# Dictyoloma
Dictyoloma es un género con dos especies de plantas  perteneciente a la familia Rutaceae. 

## Especies
- Dictyoloma peruvianum
- Dictyoloma vandellianum